# Kungadömet Lindsey

Kungadömet Lindsey, eller Linnuis, var ett anglosaxiskt kungadöme i nuvarande Lincolnshire i östra England under tidig medeltid. Det grundades som Lindisware omkring år 480 och var omväxlande under stark dominans av Deira, Northumbria och särskilt Mercia, som det till slut uppgick i på 800-talet.